# Elisabeta Cumana
Elisabeta Cumana (1244-1290) a fost regina consoartă a regelui Ștefan al V-lea al Ungariei. A fost regentă a Ungariei între 1272-1277, cât timp fiul ei, regele Ladislau al IV-lea, a fost minor.
A fost supranumită „Cumana” deoarece era de origine cumană.